# Louis Jeffry
Louis Jeffry, né le 8 janvier 1973 , est une personnalité politique française de Saint-Martin.

## Biographie
Suppléant du sénateur Louis-Constant Fléming.
Il propose la création d'une monnaie locale solidaire.
Il est candidat divers droite aux élections législatives de 2012 dans la nouvelle circonscription regroupant les collectivités de  Saint-Barthélemy et Saint-Martin. Arrivé en 5e position, il est, le 11 avril 2013, déclaré inéligible pour une durée d'un an par le Conseil constitutionnel, pour avoir déposé son compte de campagne hors délais.